# Municipio de Christy
El municipio de Christy (en inglés: Christy Township) es un municipio ubicado en el condado de Lawrence en el estado estadounidense de Illinois. En el año 2010 tenía una población de 3774 habitantes y una densidad poblacional de 43,05 personas por km².

## Geografía
El municipio de Christy se encuentra ubicado en las coordenadas 38°41′53″N 87°51′21″O / 38.69806, -87.85583. Según la Oficina del Censo de los Estados Unidos, el municipio tiene una superficie total de 87.66 km², de la cual 87.5 km² corresponden a tierra firme y (0.18%) 0.16 km² es agua.

## Demografía
Según el censo de 2010, había 3774 personas residiendo en el municipio de Christy. La densidad de población era de 43,05 hab./km². De los 3774 habitantes, el municipio de Christy estaba compuesto por el 53.23% blancos, el 39.61% eran afroamericanos, el 0.21% eran amerindios, el 0.24% eran asiáticos, el 0.03% eran isleños del Pacífico, el 5.99% eran de otras razas y el 0.69% pertenecían a dos o más razas. Del total de la población el 10.76% eran hispanos o latinos de cualquier raza.